# 蓝侧海猪鱼
阿曼尖豬魚（学名：Halichoeres cyanopleura），又稱阿曼藍胸魚，為輻鰭魚綱鱸形目隆頭魚亞目隆頭魚科的其中一種，分布於印度西太平洋區，從阿曼灣至菲律賓、澳洲海域，棲息深度4-75公尺，體長可達13公分，棲息在水質清澈、礫石底質的礁坡、潟湖，生活習性不明，可作為食用魚及觀賞魚。该物种的模式产地在雅加达。